# Hans Simons
Henri Johan (Hans) Simons (Witmarsum, 20 december 1947 – Renesse, 27 maart 2019) was een Nederlands politicus. Hij was namens de Partij van de Arbeid onder meer staatssecretaris van Welzijn, Volksgezondheid en Cultuur.

## Biografie
Hans Simons groeide op in Zeeland en volgde de HBS in Zierikzee. Aan de Vrije Universiteit in Amsterdam studeerde hij politicologie (kandidaats) en bedrijfssociologie.
Simons was van 1974 tot 1977 lid van de Rotterdamse gemeenteraad voor de PPR. In 1977 stapte hij samen met o.a. zijn afdelingsvoorzitter Jan Janse over naar de PvdA. Simons en Janse verklaarden dat de PPR volgens hen electoraal te marginaal was gebleven, intern te verdeeld was om iets te bereiken en zich te weinig wist te onderscheiden van andere partijen. In 1979 werd Simons fractievoorzitter van de PvdA in de Rotterdamse gemeenteraad, en in 1982 werd hij wethouder van Onderwijs onder burgemeester Bram Peper.
Van 1989 tot 1994 was Simons staatssecretaris van Welzijn, Volksgezondheid en Cultuur in het kabinet-Lubbers III en had volksgezondheid en gehandicaptenbeleid in zijn portefeuille. In die periode ontwikkelde hij plannen voor een nieuw stelsel van ziektekostenverzekering en financiering van de gezondheidszorg, die echter nooit werden uitgevoerd (het zogenoemde plan-Simons).
Van 1994 tot 2001 was Simons weer wethouder in Rotterdam, nu voor Haven en Economische Zaken. Tevens was hij locoburgemeester. De stad Rotterdam heeft hem in 2001 de Wolfert van Borselenpenning toegekend.
Na zijn vertrek uit Rotterdam werd hij voorzitter van de raad van bestuur van het Nederlands Instituut voor Zorg en Welzijn te Utrecht. Van 1 mei 2005 tot 1 april 2009 was hij bestuurder van het Oosterscheldeziekenhuis te Goes en Zierikzee, belast met de fusie van de Zeeuwse ziekenhuizen. Simons lag in Zeeland onder vuur van zowel personeel, uit het ziekenhuis van Vlissingen, als politiek. Begin 2009 werd bekend dat het ziekenhuis in ernstige financiële problemen verkeerde. Net voor hij, noodgedwongen samen met Rob Zomer (voorzitter raad van bestuur van ziekenhuis Vlissingen), moest opstappen, werd de fusie formeel goedgekeurd.
Simons woonde in Renesse en was onder meer voorzitter van de Commissie Contractuele relatie, Rechtspositie, Arbeidsvoorwaarden en Honorering Directeuren van de Nederlandse Vereniging van Toezichthouders in Zorg en Welzijn (NVTZ) en voorzitter van de raden van toezicht van de Hogeschool Zeeland, de Pameijer Stichting en de William Schrikker Groep; voorzitter van de Stichting Nationaal Monument Watersnood 1953 in Ouwerkerk, de werkgeversorganisatie van de schoonmaak- en glazenwassersbranche OSB, DBC-Onderhoud en de Vereniging Ambulancezorg Nederland. Sedert 1 november 2014 was hij voorzitter van Stichting Renesse.
- International Standard Name Identifier: 0000 0000 3528 5561
- Library of Congress Control Number: n93123764
- Nationale Bibliotheek van Israël: 987007364678505171
- Nederlandse Thesaurus van Auteursnamen: 083820426
- Parlement.com: vg09llqet6x1
- Virtual International Authority File: 26283317
- WorldCat: E39PBJyCJbqFfrj3hGmmjqVBfq